# Tetrakoolstofdioxide
Tetrakoolstofdioxide is een koolstofoxide, een chemische verbinding, die alleen uit de elementen koolstof en zuurstof bestaat. Het heeft de molecuulformule {\displaystyle {\ce {C4O2}}}, of met wat meer nadruk op de structuur van de stof: {\displaystyle {\ce {O=C=C=C=C=O}}}. Het kan beschouwd worden als butaan-1,2,3-trieen-1,4-dion, het tweevoudige keton van butaan-1,2,3-trieen.
Butatrieendion is het vierde lid van de groep lineaire koolstofdioxides: {\displaystyle {\ce {C_{n}O2}}}, waar ook koolstofdioxide, etheendion, koolstofsuboxide, pentakoolstofdioxide en zo verder onder vallen.
De verbinding is voor het eerst beschreven in 1990 door Gunther Maier etal. Zij verkregen de stof via flash vacuum pyrolyse van yclische azaketonen in een vaste Argonmatrix. In het zelfde jaar werd de verbinding ook (in de gasfase) gesynthetiseerd door Detlev Sülzle etal uitgaande van {\displaystyle {\ce {((CH3)2(C4O2)(=O)2=)2}}}.
Hoewel berekeningen aangeven dat verbindingen in de serie {\displaystyle {\ce {C_{n}O2}}} met een even aantal koolstofatomen intrinsiek instabiel zijn, is {\displaystyle {\ce {C4O2}}} in de argon-matrix onbeperkt stabiel. Wel ontleedt de verbinding onder invloed van licht in trikoolstofmonoxide en koolstofmonoxide.
Tetrakoolstofdioxide heeft waarschijnlijk een triplet-grondtoestand.